# Musée de la céramique de Desvres
Le musée de la céramique, nommé jusqu'en 2012 musée de la faïence, est un musée municipal consacré à l'histoire de la faïencerie et situé à Desvres dans le département du Pas-de-Calais en région Hauts-de-France.
Il est labellisé « musée de France ».

## Localisation
Le musée est situé rue Jean-Macé à Desvres.

## Historique
Le premier musée est inauguré en 1963 et est situé au premier étage de la mairie nouvellement reconstruite. En 1991, ouverture du nouveau « musée de la faïence » à l'emplacement de l'actuel, œuvre de l'architecte Bertrand Klein, puis il connaît une extension en 2012 et prend le nom de « musée de la céramique ».
Des poteries vernissées, qui rappellent les productions des XVIe siècle et XVIIe siècle, sont découvertes dans la commune et des vestiges d'une production primitive datant de l’époque gallo-romaine sont découvertes à Longfossé située à trois kilomètres.
Le premier producteur de faïence de Desvres est Jean-François Sta dont la présence est attestée en 1764. Il est un des premiers contributeurs à la réputation de la faïence de Desvres dans le monde.

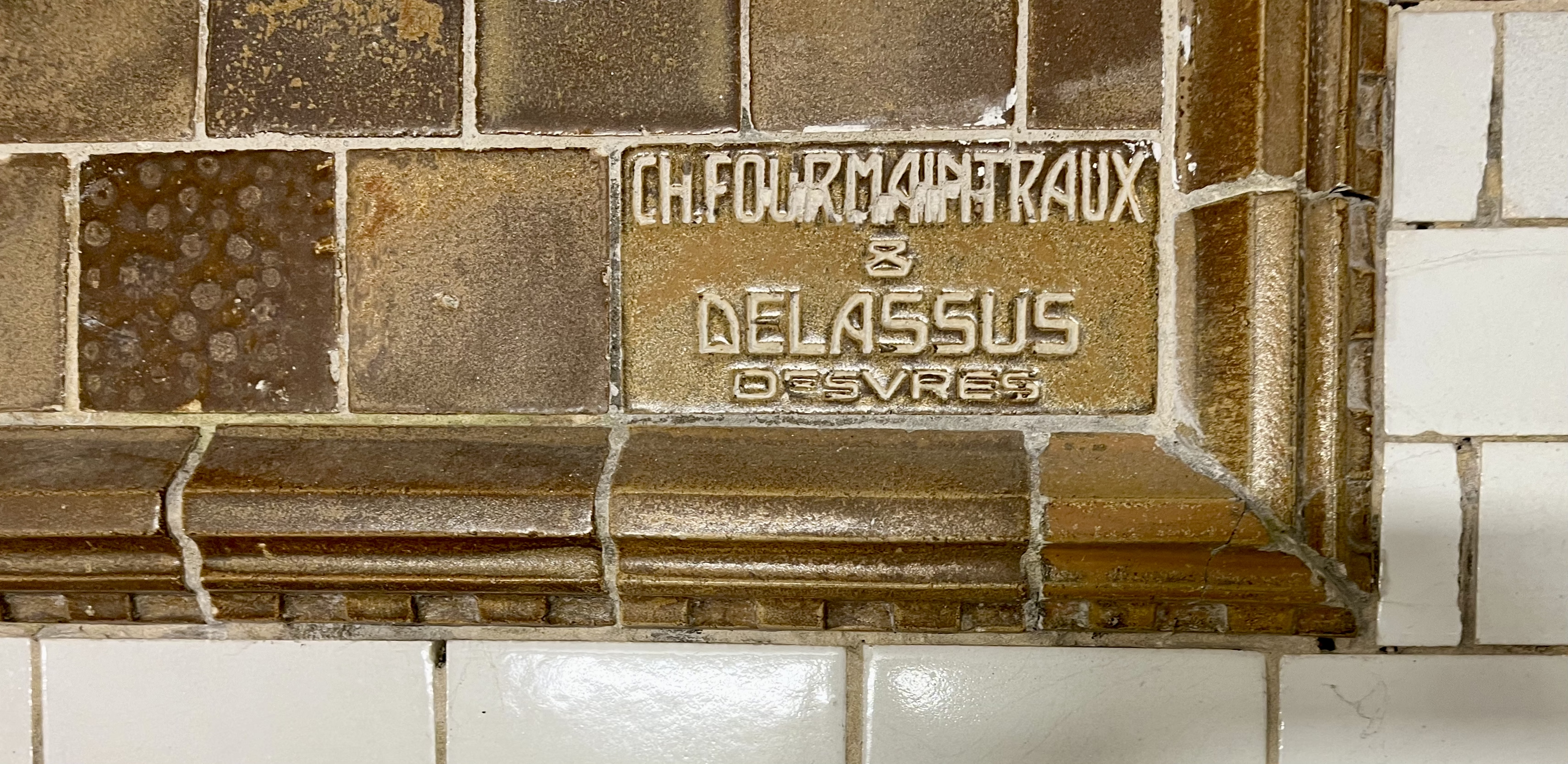
Détail du carrelage du souterrain de la gare d'Étaples - Le Touquet.

Sous l’impulsion de la famille Fourmaintraux, le XIXe siècle voit le développement de cette industrie et la naissance de nombreuses manufactures locales et, au cours du siècle suivant, Desvres s’affirme comme un important centre producteur de céramique avec des entreprises toujours en activité.

## Collections
Le musée de la céramique propose un parcours chronologique et thématique en dix salles qui permet de découvrir l’activité céramique de Desvres depuis le XVIIe siècle.
On peut y découvrir les collections suivantes : les poteries et terres cuites vernissées ; les premières faïences ; les carreaux stannifères ; les faïences artistiques ; les panneaux à émaux cloisonnés ; les grès grand feu ; les sculptures décoratives ; les céramiques à caractère régional ; les objets du quotidien ; les pièces et documents techniques et les créations contemporaines.

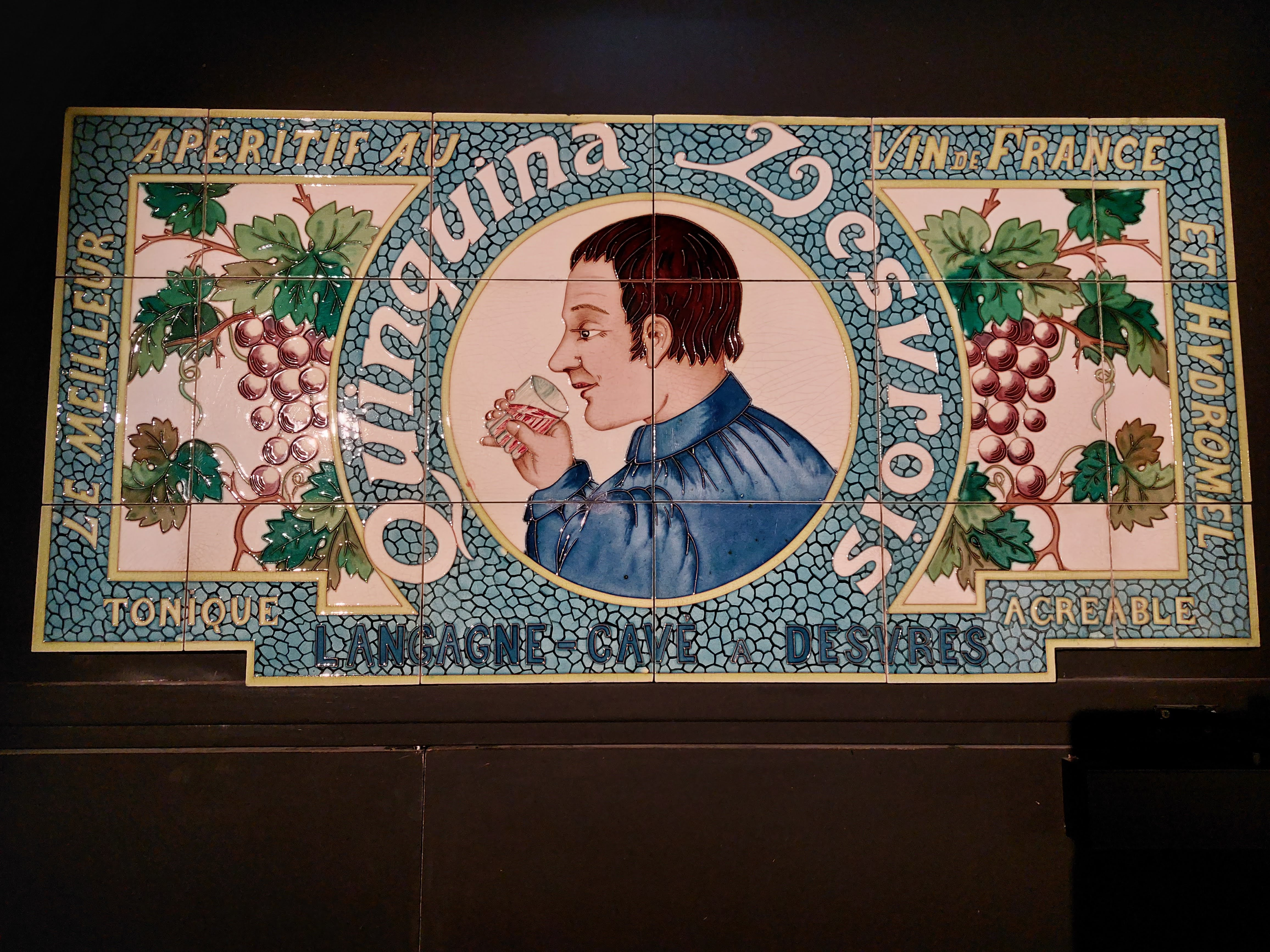
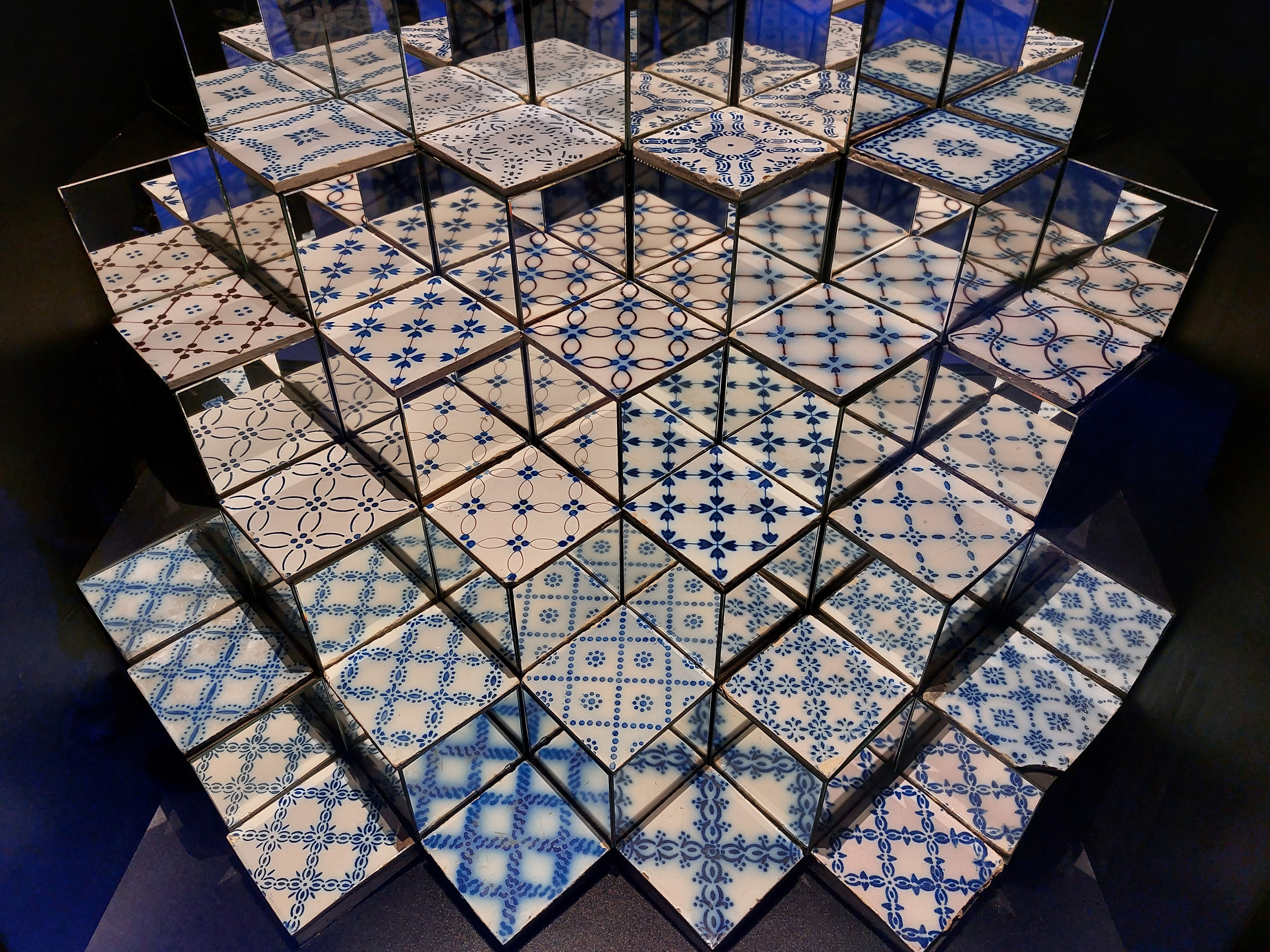
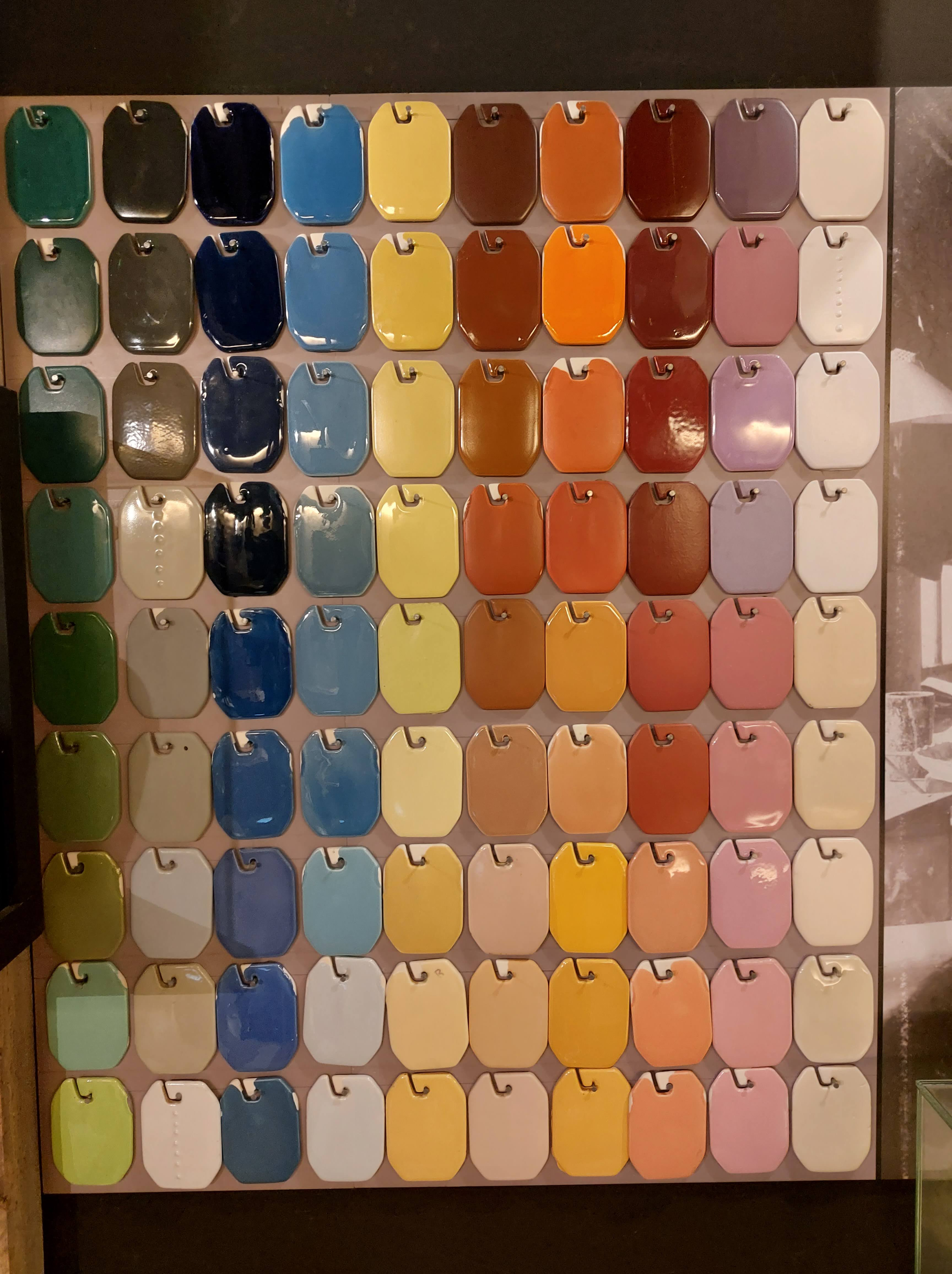
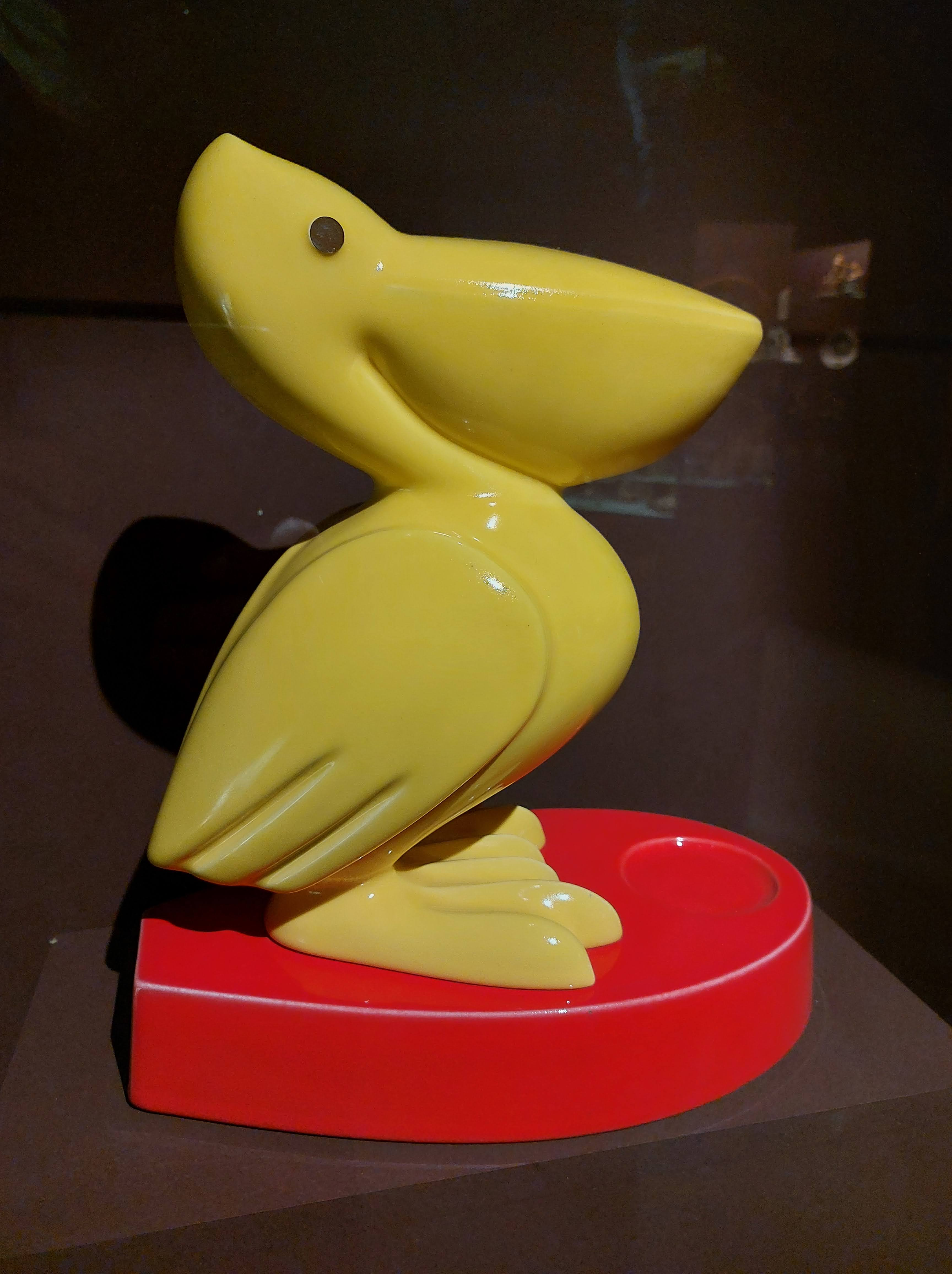

## Distinction
Le musée est abellisé « musée de France » le 1er février 2003.

## Fréquentation
| Année | Payant | Gratuit | Total |
| ----- | ------ | ------- | ----- |
| 2016  | 6 908  | 1 194   | 8 102 |
| 2017  | 7 478  | 1 397   | 8 875 |
| 2018  | 6 981  | 1 583   | 8 564 |
| 2019  | 7 712  | 1 542   | 9 254 |
| 2020  | 2 739  | 369     | 3 108 |
| 2021  | 3 414  | 813     | 4 227 |